# Voyager-Programm

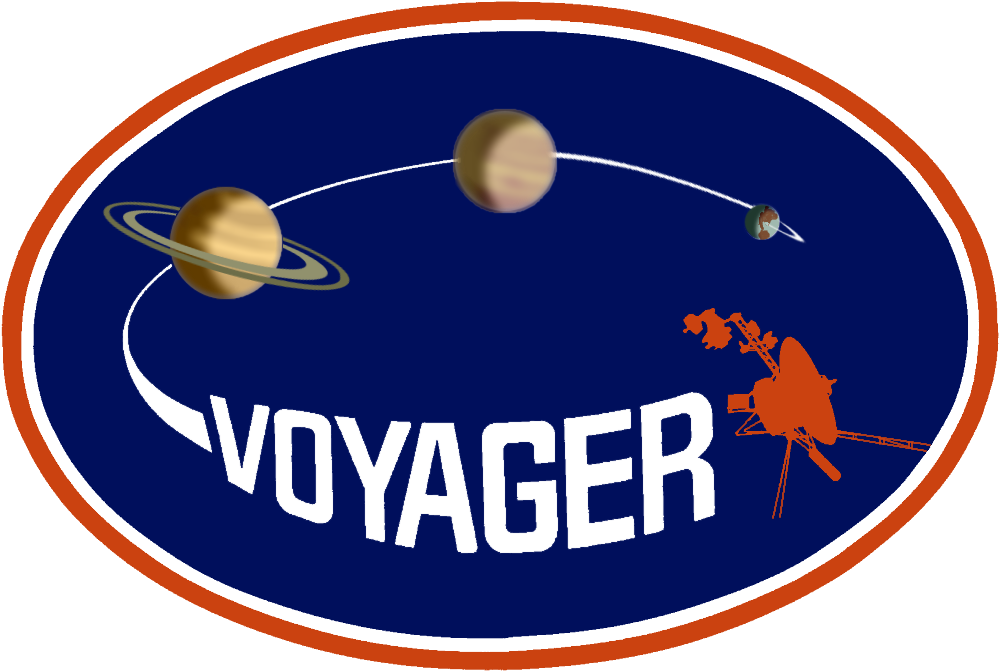
Missionslogo des Voyager-Programms

Das Voyager-Programm ist ein Forschungsprogramm der NASA zur Erkundung des äußeren Planetensystems und des interstellaren Raums. Es umfasst Planung, Bau und Forschungsmission der beiden Raumsonden Voyager 1 und Voyager 2. Diese starteten im Jahr 1977. Die beiden Missionen dauern bis heute an.

## Vorgeschichte

Schematische Darstellung der Flugbahnen und Swing-By-Manöver um Jupiter und Saturn

Die Wurzeln des Voyager-Programms reichen bis in die Mitte der 1960er Jahre zurück. Michael Minovitch vom Jet Propulsion Laboratory (JPL) erkannte als Erster die Möglichkeit, die Bewegung des Jupiters auf seiner Umlaufbahn zu nutzen, um Raumsonden zu beschleunigen („Swing-by“). Drei Jahre später berechnete der Ingenieur Gary Flandro, ebenfalls beim JPL, einige Flugbahnen für Sonden, die die günstigen Stellungen der äußeren Planeten Ende der 1970er Jahre ausnutzen sollten. Jupiter sollte als „Sprungbrett“ dienen, um die Planeten Saturn, Uranus, Neptun und Pluto in akzeptabler Zeit zu erreichen („Planetary Grand Tour“). Zwischen 1976 und 1978 waren folgende Routen möglich: Jupiter–Saturn–Uranus–Neptun, Jupiter–Saturn–Pluto und Jupiter–Uranus–Neptun. Diese Chance wollte sich die NASA nicht entgehen lassen, da sich eine solch günstige Planetenkonstellation erst  176 Jahre später wiederholen wird.
Die ursprünglichen Pläne der NASA hatten einige sehr große Sonden vorgesehen, die mittels Saturn-V-Trägerraketen gestartet werden sollten. Ende der 1960er Jahre begannen dann Bemühungen, eine Sondenfamilie für die Erforschung der äußeren Planeten zu entwickeln – das Projekt „Thermoelectric Outer Planets Spacecraft“ (TOPS).
1969 stellte die NASA dann die „Grand Tour Suite“ vor, die im „Outer Planets Grand Tour Project“ (OPGTP) aufging, das den Einsatz von vier bis fünf Sonden vorsah, die auf dem TOPS-Konzept basieren sollten. Zwei Sonden sollten auf der Route Jupiter–Saturn–Pluto 1976 und 1977 starten, zwei weitere 1979 auf der Route Jupiter–Uranus–Neptun. Das Programm sollte insgesamt etwa 700 Mio. US-Dollar kosten.

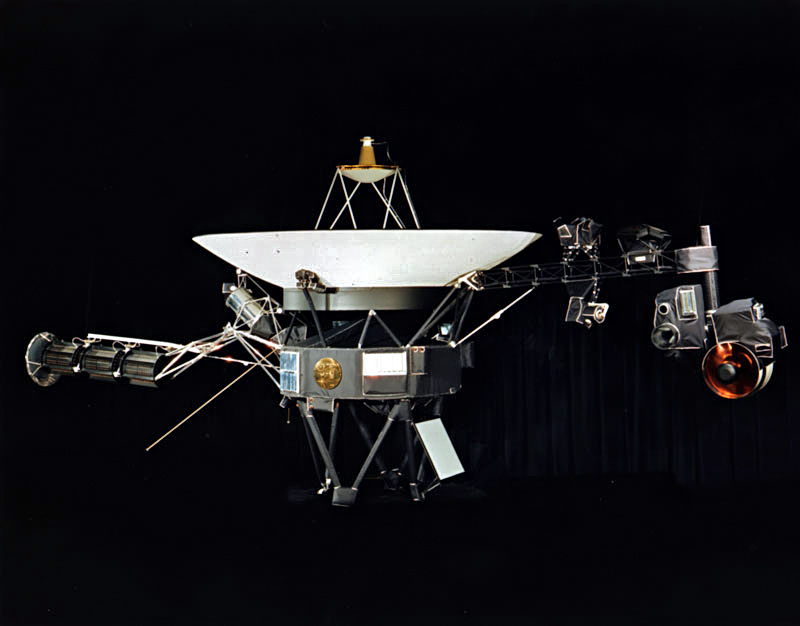
Modell einer Voyager-Sonde

Das OPGTP wurde Anfang der 1970er Jahre gestrichen, da es als zu teuer und zu ambitioniert angesehen wurde. Stattdessen wurde schließlich der Bau von Voyager 1 und 2 beschlossen, was mehr eine Notlösung war. Gegenüber dem TOPS-Programm sollte die Lebensdauer strikt auf vier statt zehn Jahre begrenzt werden. Durch diese Maßnahme sollten die Gesamtkosten (Bau und Missionsphase) auf etwa 250 Mio. US-Dollar begrenzt werden. Die Konstrukteure setzten sich im Geheimen über diese Weisung hinweg und übernahmen von den TOPS-Entwürfen viele bereits entwickelte Sicherheitssysteme und -konzepte. Am 1. Juli 1972 flossen die ersten Gelder, und das Programm konnte offiziell gestartet werden. Bis zum März 1975 war die Konzeptphase abgeschlossen.
Der Bau der beiden Voyager-Sonden begann Mitte 1975. Das JPL versuchte noch einmal, die NASA zur Finanzierung einer weiteren Sonde zu bewegen, was jedoch nicht gelang. Wichtige Impulse für den Bau flossen aus den Erfahrungen der Pioneer-Sonden 10 und 11 ein, die die Art und Intensität der Strahlung bei Jupiter maßen und so eine entsprechende Anpassung der Sonden erlaubten.

## Name
Da die beiden Sonden zunächst als Erweiterung der Mariner-Serie geplant waren, trug das Programm zunächst die Bezeichnung Mariner Jupiter-Saturn mit den Bezeichnungen „Mariner 11“ und „Mariner 12“ für die beiden Sonden. Aufgrund der großen strukturellen Unterschiede zu den Mariner-Sonden wurde dann jedoch ein neuer Name gesucht. Der Name Voyager („Reisende(r)“) wurde in einem NASA-Wettbewerb gefunden und am 4. März 1977 offiziell bestätigt.

## Ursprüngliche Missionsziele
Die Voyager-Sonden hatten keinen besonderen Forschungsschwerpunkt, da es im Vorfeld erst wenige Erkenntnisse über die äußeren Planeten gab, die hätten ausgebaut werden können. Daher sind die Missionsziele relativ weit gefasst:
- Untersuchung der Atmosphäre von Jupiter und Saturn im Hinblick auf Zirkulationen, Struktur und Zusammensetzung
- Analyse der Geomorphologie, Geologie und Zusammensetzung der Monde
- Genauere Bestimmung der Masse, Größe und Form aller Planeten, Monde und Ringe
- Untersuchung diverser Magnetfelder im Hinblick auf ihre Feldstruktur
- Analyse der Zusammensetzung und Verteilung von geladenen Teilchen und Plasma
- Besonders genaue Untersuchungen der Monde Io und Titan

Wissenschaftliche Instrumente: → siehe Voyager-Sonden.

## Voyager 1
Voyager 1 wurde am 5. September 1977 – 16 Tage nach ihrer Schwestersonde Voyager 2 – vom Launch Complex 41 auf Cape Canaveral mit einer Titan-IIIE-Centaur-Rakete gestartet. Nach 18 Monaten Flugdauer erreichte die Sonde am 5. März 1979 den Jupiter.
Voyager 1 nahm an Jupiter und Saturn sowie deren Monden, Ringsystemen und Atmosphären umfangreiche Messungen vor und sendete zahlreiche Bilder zur Erde. Die Kenntnisse über die beiden Planeten wurden durch Voyager 1 erheblich erweitert.
Den Saturn erreichte Voyager 1 im November 1980. Mit dem Swing-By-Manöver um Saturn schwenkte die Sonde auf ihre endgültige Bahn ein, auf der sie seitdem in einem Winkel von 35° zur Ekliptik durch die äußeren Bereiche des Sonnensystems bis an dessen Grenze fliegt. Am 1. Januar 1990 begann die letzte Phase der Mission: die „Voyager Interstellar Mission“ (VIM).
Im Februar 1998 überholte Voyager 1 die Sonde Pioneer 10 und ist seitdem das am weitesten entfernte Objekt, das von Menschen geschaffen wurde, wie auch dasjenige mit der höchsten Entweichgeschwindigkeit aus dem Sonnensystem. 2002 trat Voyager 1 in den äußeren Bereich der Heliosphäre, die Heliohülle (heliosheath) ein, in der sich Sonnenwind und das interstellare Medium mischen. Im Frühjahr 2010 wurden Indizien für die Annäherung der Sonde an die Heliopause gefunden. Seit August 2012 befindet sich Voyager 1 im interstellaren Raum.

## Voyager 2

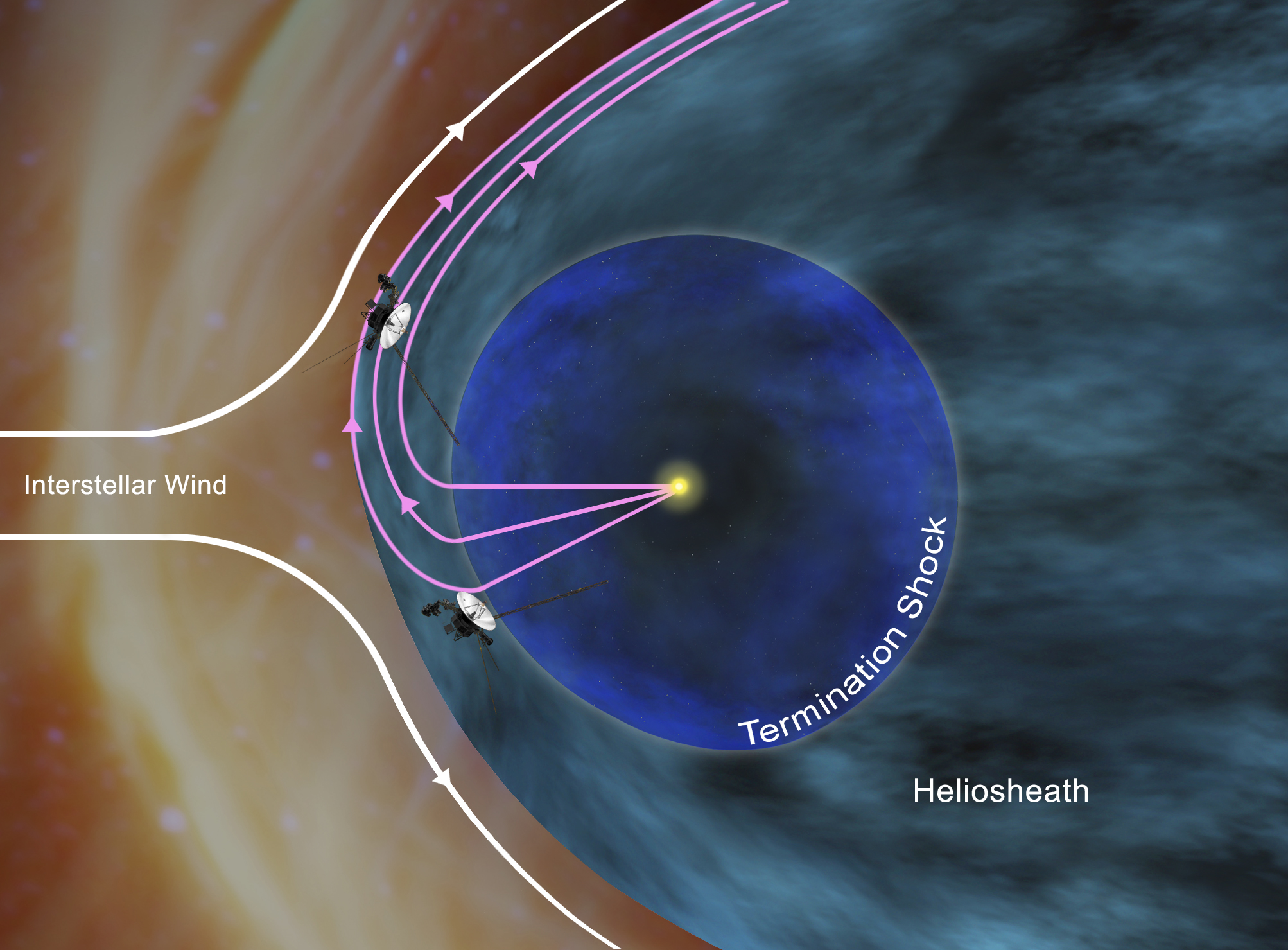
Position der Voyager-Sonden im Jahr 2012

Voyager 2 startete vor ihrer Schwestersonde Voyager 1 am 20. August 1977 mit einer leicht unterschiedlichen und langsameren Flugbahn.
Am 9. Juli 1979 passierte Voyager 2 nach ihrer Schwestersonde Jupiter und untersuchte die neu entdeckten Ringe und Jupiters Nachtseite genauer. Neun Monate nach Voyager 1 erreichte Voyager 2 im August 1981 Saturn. Während Voyager 1 bereits auf dem Weg zu ihrer interstellaren Mission war, wurden für Voyager 2 im Frühjahr 1981 erste Korrekturmanöver durchgeführt, um die Raumsonde zu Uranus bringen zu können, den sie am 24. Januar 1986 erreichte. Durch die Uranus-Passage wurde sie weiter zu Neptun geschickt, an dem sie am 25. August 1989 vorbeiflog und den sie insgesamt fünf Monate lang untersuchte. Dabei wurden neun bisher unbekannte Monde entdeckt, von denen jedoch nur Proteus genauer untersucht werden konnte. Voyager 2 ist die erste und bislang einzige Raumsonde, die Uranus und Neptun besucht hat.
Mit dem Abschluss der Neptun-Passage im Oktober 1989 wurde die Sonde auf die „Voyager Interstellar Mission“ (VIM) zur Erforschung der Randbereiche des Sonnensystems und des umgebenden interstellaren Raumes geschickt. Im August 2007 durchquerte die Raumsonde, drei Jahre nach Voyager 1, die Randstoßwelle (termination shock) und trat in die Heliohülle ein. Am 5. November 2018 erreichte auch Voyager 2 den interstellaren Raum.

## Voyager Interstellar Mission
Am 1. Januar 1990 begann mit der „Voyager Interstellar Mission“ (VIM) die letzte Phase der Erkundungsmission der Raumsonden.
Aktuell (Stand: 2009) untersucht Voyager 1 folgende Phänomene:
- Die Stärke und Ausrichtung des Magnetfeldes der Sonne
- Die Zusammensetzung, die Richtung und die Energiespektren von Sonnenwind und kosmischer Strahlung
- Die Stärke von Radiowellen, die vermutlich aus der Heliopause stammen
- Die Verteilung von Wasserstoff im Bereich der äußeren Heliopause

## Zukunft des Programms
Das Programm kam mehrmals aus Budgetgründen in Bedrängnis, da der Betrieb der Sonde pro Jahr mehrere Millionen US-Dollar kostet (Personal, DSN-Zeit usw.). Das Voyager-Programm ist auch eines der wenigen Programme, die den Weiterbetrieb der 70-Meter-Antennen und die zugehörige Empfangstechnik erfordern. Internationale Proteste und die besondere Stellung von Voyager 1 und Voyager 2 verhinderten stets die komplette Einstellung des Programms, das inzwischen als echtes Langzeit-Experiment gelten kann, wobei einige Budgetkürzungen hingenommen werden mussten. Viele der Projektingenieure arbeiten seit Jahrzehnten für das Projekt und stehen vor der Pensionierung.
Sollten die Sonden weiterhin intakt bleiben und die Finanzierung gewährleistet sein, wird die Dauer der Mission begrenzt durch die nachlassende elektrische Leistung der Radionuklidbatterien, die mit dem Abstand schwächer werdenden Funksignale und – weniger kritisch – den Hydrazinvorrat für die Lageregelungsdüsen. Ab 2020 bzw. 2021 müssen bei Voyager 2 und 1 weitere Experimente abgeschaltet werden, die letzten um 2025. Der Funkkontakt könnte bis 2036 bestehen bleiben.

## Rezeption

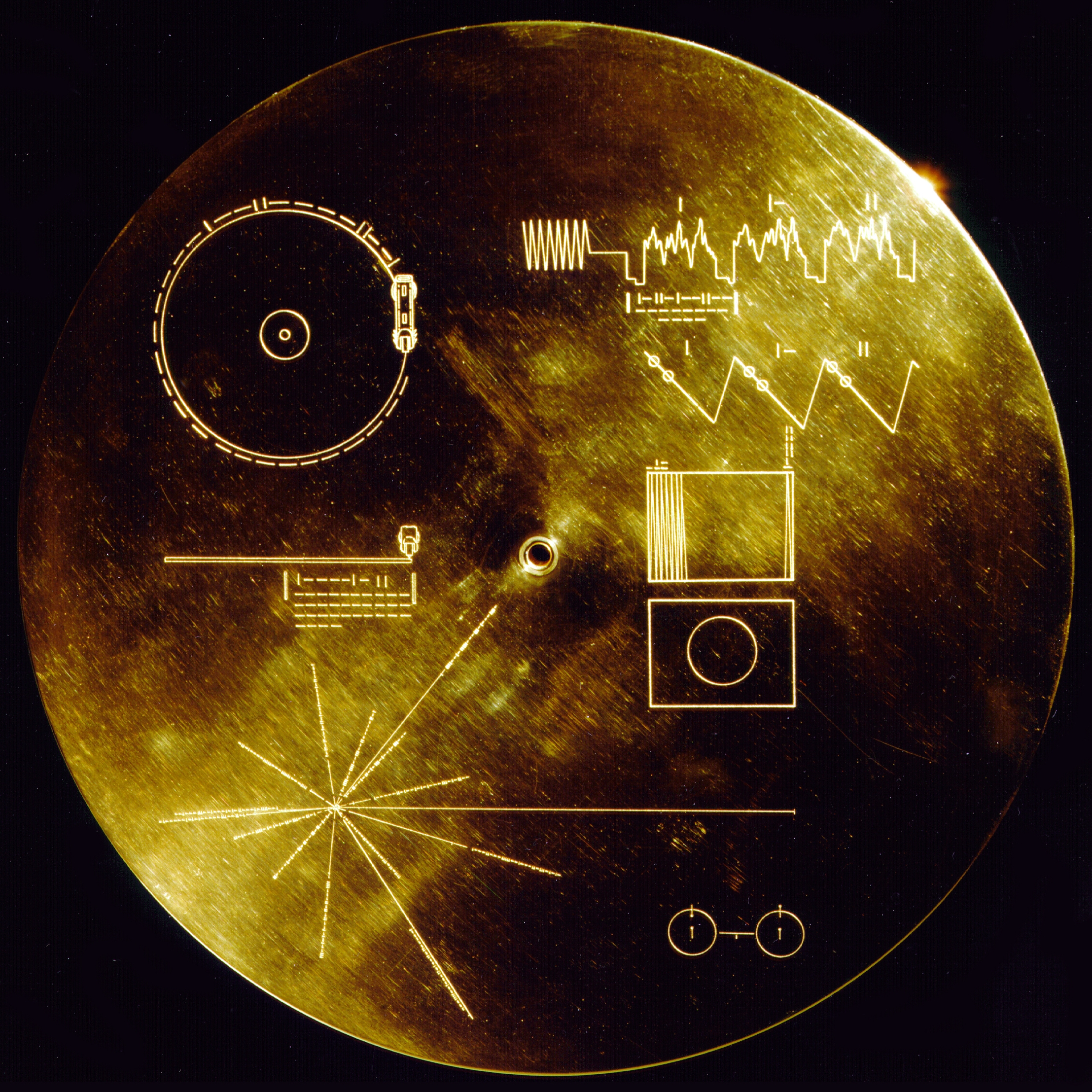
Voyager Golden Record

Voyager 1 und ihre Schwestersonde Voyager 2 zogen besonders während ihrer frühen Missionsphase viel Aufmerksamkeit auf sich. Das gilt im Besonderen für Wissenschaft und Technik, auch außerhalb der direkt involvierten Gebiete. Der Name der von Niklaus Wirth und Jürg Gutknecht Ende der 1980er an der ETH Zürich konzipierten Programmiersprache Oberon und des in dieser implementierten Betriebssystems ETH Oberon System etwa entsprang Wirths Faszination mit der Mission und der Tatsache, dass Voyager 2 sich zu der Zeit im Uranus-System befand, dessen zweitgrößter Mond Oberon ist. Es gilt aber auch für die breitere Öffentlichkeit. Dies ist vor allem auf das außergewöhnliche Missionsprofil (insbesondere im Hinblick auf die zurückgelegten Entfernungen) und die für damalige Verhältnisse qualitativ sehr hochwertigen Farbaufnahmen vielfältiger Motive zurückzuführen. Auch die Idee des Sendens einer „Botschaft ins All“ mittels der Voyager Golden Record-Platte erregte große Aufmerksamkeit:
- Star Trek: Der Film: Eine (in der Realität nicht gebaute) sechste Voyager-Sonde entwickelt nach Kontakt mit außerirdischem Leben ein eigenes Bewusstsein und befindet sich auf der Suche nach ihrem Schöpfer.
- Star Trek: Raumschiff Voyager: Ein fiktives Raumschiff namens USS Voyager ist in einem unbekannten Bereich der Galaxie gestrandet und sucht den Weg zurück zur Heimat.
- Mondbasis Alpha 1, Folge „Der Mann, der seinen Namen änderte“: Voyager 1 bringt die Bewohner der Mondbasis in Lebensgefahr, da deren fiktiver Queller-Antrieb alles Leben in seiner näheren Umgebung vernichtet.
- Akte X, 2. Staffel, Episode „Little Green Men“: FBI-Agent Fox Mulder hört einen Teil der Geräusche von der Voyager-Golden-Record-Schallplatte, die von dem Arecibo-Radioteleskop aufgefangen wurden.
- Starman: In der Eröffnungsszene wird Voyager 1 von Außerirdischen abgefangen, die die Schallplatte anschließend abspielen.
- Futurama, Episode „Im Reich der Parasiten“: Voyager 1 wird als Weltraummüll von der Frontscheibe des Planet-Express-Raumschiffes entfernt.
- Kampf um die Erde: In der Roman-Trilogie des Scientology-Gründers L. Ron Hubbard verwenden Außerirdische die Positionsangaben der Voyager Golden Record, um die Erde zu finden und zu erobern.
- Auf dem Cover des 1981 veröffentlichten Albums Long Distance Voyager der Band The Moody Blues sind mehrere Bilder der Voyager-Sonde zu sehen.
- Der Film Die Geschichte der Menschheit – leicht gekürzt befasst sich mit dem Voyager-Programm. Dabei wird die eigentliche Golden-Record Platte mit einer Sammlung an Sketchen für die Weihnachtsfeier der NASA verwechselt.